# Parabole des oiseaux du ciel
Les oiseaux du ciel est une parabole de Jésus-Christ présente dans l'Évangile selon Matthieu (6:25-33) et l'Évangile selon Luc (12:22-32). Elle invite à croire en la providence divine.

## Textes
Qui de vous, par ses inquiétudes, peut ajouter une coudée à la durée de sa vie?
Et pourquoi vous inquiéter au sujet du vêtement? Considérez comment croissent les lis des champs: ils ne travaillent ni ne filent;
cependant je vous dis que Salomon même, dans toute sa gloire, n'a pas été vêtu comme l'un d'eux.
Si Dieu revêt ainsi l'herbe des champs, qui existe aujourd'hui et qui demain sera jetée au four, ne vous vêtira-t-il pas à plus forte raison, gens de peu de foi?
Ne vous inquiétez donc point, et ne dites pas: Que mangerons-nous? que boirons-nous? de quoi serons-nous vêtus?
Car toutes ces choses, ce sont les païens qui les recherchent. Votre Père céleste sait que vous en avez besoin.
Cherchez premièrement le royaume et la justice de Dieu; et toutes ces choses vous seront données par-dessus. »
«Voilà pourquoi je vous dis: Ne vous inquiétez pas au sujet de la nourriture dont vous avez besoin pour vivre, ou au sujet des vêtements dont vous avez besoin pour votre corps. 
Car la vie est plus importante que la nourriture et le corps plus important que les vêtements. 
Regardez les corbeaux: ils ne sèment ni ne moissonnent, ils n'ont ni cave à provisions ni grenier, mais Dieu les nourrit! 
Vous valez beaucoup plus que les oiseaux! Qui d'entre vous parvient à prolonger un peu la durée de sa vie par le souci qu'il se fait? Si donc vous ne pouvez rien pour ce qui est très peu de chose, pourquoi vous inquiétez-vous au sujet du reste? 
Regardez comment poussent les fleurs des champs: elles ne travaillent pas et ne tissent pas de vêtements. 
Pourtant, je vous le dis, même Salomon, avec toute sa richesse, n'a pas eu de vêtements aussi beaux qu'une seule de ces fleurs. 
Dieu revêt ainsi l'herbe des champs qui est là aujourd'hui et qui demain sera jetée au feu: à combien plus forte raison vous vêtira-t-il vous-mêmes! Comme votre confiance en lui est faible! 
Ne vous tourmentez donc pas à chercher continuellement ce que vous allez manger et boire. Ce sont les païens de ce monde qui recherchent sans arrêt tout cela.
Mais vous, vous avez un Père qui sait que vous en avez besoin. 
Préoccupez-vous plutôt du Royaume de Dieu et Dieu vous accordera aussi le reste.» «N'aie pas peur, petit troupeau! Car il a plu à votre Père de vous donner le Royaume. »

## Interprétation
Jean Chrysostome dit que les oiseaux sont les plus petites créatures de la nature et que Dieu s'en occupe ; alors sa création majeure qu'est l'humain, il la nourrit également, et fort importante est la parole du Christ comme nourriture donnée. Le docteur de l'Église ajoute que Jésus n’empêche pas de semer pour se nourrir mais qu'il ne faut pas le faire avec l'anxiété du lendemain. Et de rappeler que Dieu par le bras de Jésus a opéré la multiplication des pains pour 5 000 hommes.

## Dans la culture populaire
- Dans le thriller d'Alfred Hitchcock de 1963, les Oiseaux, un ivrogne illuminé évoque ce verset alors que des hordes de volatiles s'attaquent violemment aux humains dans toute la ville sans raison apparente[2].